# Ритмическая сегментация
Ритми́ческая сегмента́ция — один из видов моторной активности желудочно-кишечного тракта (ЖКТ), представляющий собой обширные ритмические сокращения циркулярного мышечного слоя отдельных участков (сегментов) тонкой или толстой кишки направленные на перемешивание химуса (переваренной пищи) в пределах одного такого сегмента ЖКТ. Каждым следующим сокращением содержимое кишки делится на части, образуя новый сегмент кишки, содержимое которого состоит из химуса двух половин бывших сегментов.
В отличие от перистальтики, которая представляет собой скоординированные волны сжатий и расширений пищеварительной трубки (пищевода, желудка, тонкой или толстого кишки), распространяющиеся по направлению от ротовой полости к анусу и продвигающую в этом же направлению в той или иной степени переваренную пищу (химус), сокращения в рамках ритмической сегментации на соседних сегментах кишки не связаны друг с другом.
Ритмическая сегментация в большей степени свойственна тонкой кишке и не свойственна пищеводу.

## Ритмическая сегментация в тонкой кишке
Ритмическая сегментация в тонкой кишке является результатом его стимуляции пищей и возникает после попадания химуса в кишку. Основная функция ритмической сегментации — перемешивание пищи и пищеварительных соков.
Частота сегментирующих ритмических сокращений в тонкой кишке определяется частотой медленных волн и составляет 10-12 циклов в минуту в двенадцатиперстной кишке, 9—12 циклов в минуту в тощей кишке, 6—8 циклов в минуту в подвздошной.
В двенадцатиперстной кишке ритмические сокращения представляют собой монофазные волны длительностью до 20 секунд и амплитудой 3—20 мм рт. ст.

## Ритмическая сегментация в толстой кишке
Перистальтическая, пропульсивная активность занимает только небольшую часть (около 10 %) от всей моторной активности толстой кишки. Оставшиеся 90 % приходятся на непропульсивную («непроталкивающую») моторику. При этом часть авторов называет такую моторику маятниковой и не упоминает про ритмическую сегментацию, а другая часть отмечает, что среди иных видов моторной активности толстой кишки имеется также ритмическая сегментация.